# Fischingen (Sulz am Neckar)

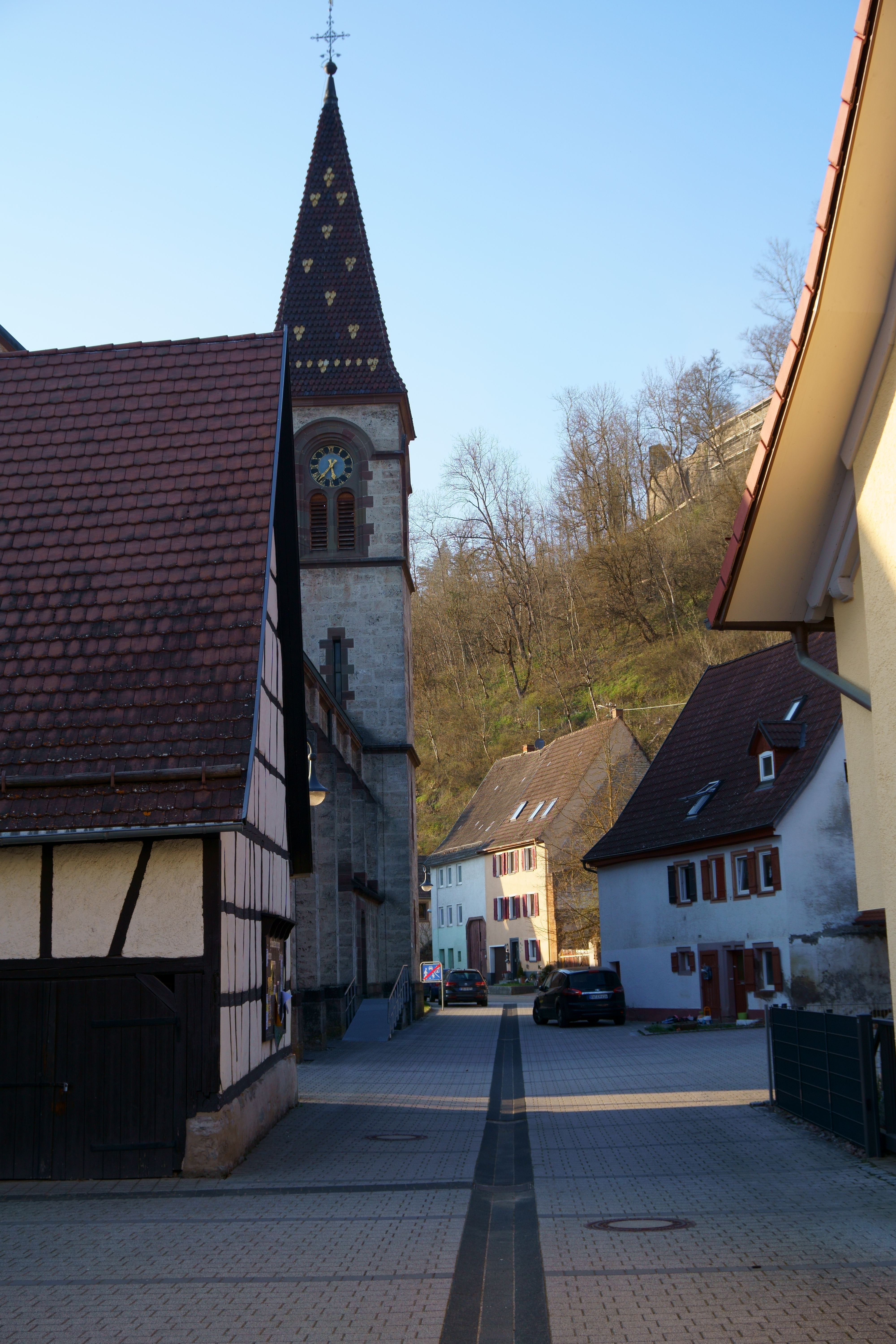
Ortsansicht mit St. Margaretha

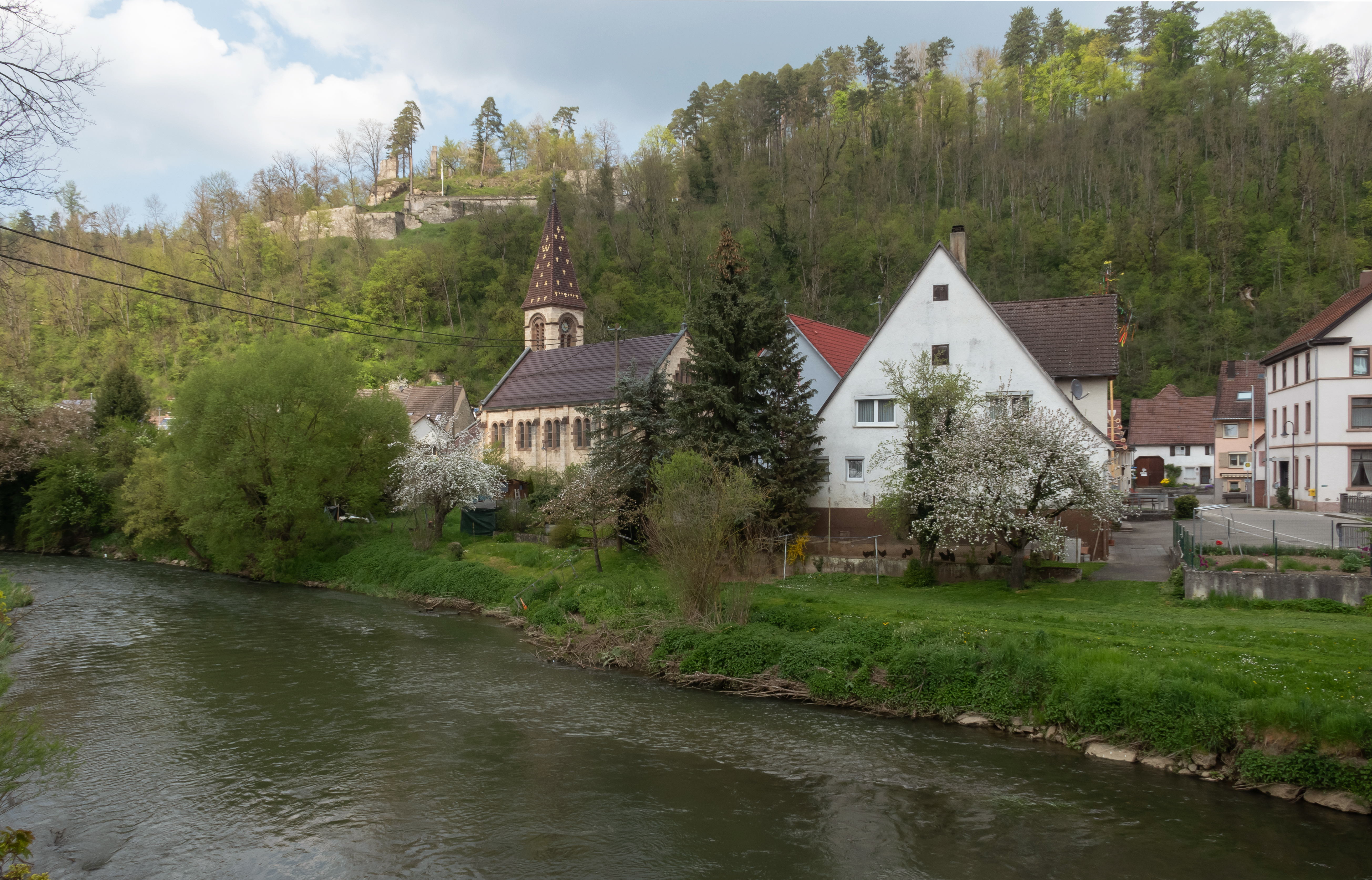
Fischingen, Kirche Sankt Margaretha

Das Dorf Fischingen ist ein Ortsteil von Sulz am Neckar im Landkreis Rottweil in Baden-Württemberg, Deutschland.

## Geschichte
772 gab es erste Nennungen als „Fiscina“. 
Im Jahr 1005 wurde erwähnt, dass König Heinrich II. dem Kloster Stein am Rhein „Phisgina cum fonte salis“
(Fischingen mit Salzquellen) schenkte. Ob dies sich auf eine eigene Salzquelle oder einen Anteil an der Saline von Sulz bezog, ist ungeklärt.
Bis ins 15. Jahrhundert war die Schreibweise „Fischinun“ üblich.
Der Ort gehörte zum Fürstentum Hohenzollern, zuletzt Provinz von Preußen (Hohenzollerische Lande).
Er gehörte daher bis Anfang 1972 zum ehemaligen hohenzollerischen Landkreis Hechingen. Durch die Eingemeindung in die Stadt Sulz am Neckar gehörte Fischingen dann für kurze Zeit (vom 1. März 1972 bis zum 31. Dezember 1972) zum ehemaligen Landkreis Horb. Mit Wirkung vom 1. Januar 1973 wurde Sulz mit seinen Ortsteilen dem Landkreis Rottweil zugeschlagen.
Die Ruine der Burg Wehrstein befindet sich auf der Anhöhe über dem Dorf.

## Verkehr
Fischingen liegt an der Bahnstrecke Plochingen–Immendingen, der ehemalige Haltepunkt des Ortes wurde jedoch schon 1977 aufgelassen. Die Bundesautobahn  81 ist über die Anschlussstelle Empfingen zu erreichen. Die ehemalige Bundesstraße 14 (jetzt L424) trennt den Ort in zwei Teile.

## Infrastruktur
Auf der „Bildungsinsel“ zwischen dem Neckar und dem Mühlkanal hat die ehemals eigenständige Gemeinde ein Schulgebäude und eine Turn- und Festhalle gebaut. Die Einweihung war im Jahr 1969. Ebenfalls auf der „Bildungsinsel“ konnte 1988 der Kindergarten eingeweiht werden.
Im Rathaus ist die Ortsverwaltung untergebracht. Zu den Sprechzeiten können die Fischinger Bürger verschiedene Verwaltungstätigkeiten erledigen.